# París-Niza 2022
La 80.ª edición de la París-Niza fue una carrera de ciclismo en ruta por etapas que se celebró entre el 6 y el 13 de marzo de 2022 en Francia con inicio en la ciudad de Mantes-la-Ville y final en la ciudad de Niza sobre un recorrido de 1196,6 kilómetros.
La carrera formó parte del UCI WorldTour 2022, calendario ciclístico de máximo nivel mundial, siendo la cuarta carrera de dicho circuito y fue ganada por el esloveno Primož Roglič del Jumbo-Visma. Completaron el podio, como segundo y tercer clasificado respectivamente, el británico Simon Yates del BikeExchange-Jayco y el colombiano Daniel Felipe Martínez del INEOS Grenadiers.

## Equipos participantes
Tomaron parte en la carrera 22 equipos: 18 de categoría UCI WorldTeam y 4 de categoría UCI ProTeam. Formaron así un pelotón de 154 ciclistas de los que acabaron 59. Los equipos participantes fueron:
| WorldTeams (18)- AG2R Citroën Team - Astana Qazaqstan Team - Bahrain Victorious - BikeExchange-Jayco - Bora-Hansgrohe - Cofidis - Team DSM - EF Education-EasyPost - Groupama-FDJ - Ineos Grenadiers - Intermarché-Wanty-Gobert Matériaux - Israel-Premier Tech - Jumbo-Visma - Lotto-Soudal - Movistar Team - Quick-Step Alpha Vinyl - Trek-Segafredo - UAE Team Emirates ProTeams (4)- Alpecin-Fenix - Arkéa-Samsic - B&B Hotels-KTM - TotalEnergies |
| |

## Recorrido
La París-Niza dispuso de ocho etapas  para un recorrido total de 1196,6 kilómetros.
| Etapa     | Fecha     | Recorrido                                            | type                    | Distancia (km) | Desnivel (m) | Ganador            | Líder              |
| --------- | --------- | ---------------------------------------------------- | ----------------------- | -------------- | ------------ | ------------------ | ------------------ |
| 1.ª etapa | 6 de mar  | Mantes-la-Ville – Mantes-la-Ville                    | etapa llana             | 159,8          | 1723 m       | Christophe Laporte | Christophe Laporte |
| 2.ª etapa | 7 de mar  | Auffargis – Orleans                                  | etapa llana             | 159,2          | 707 m        | Fabio Jakobsen     | Christophe Laporte |
| 3.ª etapa | 8 de mar  | Vierzon – Dun-le-Palestel                            | etapa escarpada         | 190,8          | 1929 m       | Mads Pedersen      | Christophe Laporte |
| 4.ª etapa | 9 de mar  | Domérat – Montluçon                                  | contrarreloj individual | 13,4           | 188 m        | Wout van Aert      | Wout van Aert      |
| 5.ª etapa | 10 de mar | Saint-Just-Saint-Rambert – Saint-Sauveur-de-Montagut | etapa de montaña        | 188,8          | 3408 m       | Brandon McNulty    | Primož Roglič      |
| 6.ª etapa | 11 de mar | Courthézon – Aubagne                                 | etapa escarpada         | 213,6          | 2878 m       | Mathieu Burgaudeau | Primož Roglič      |
| 7.ª etapa | 12 de mar | Niza – Col de Turini                                 | etapa de montaña        | 155,4          | 3582 m       | Primož Roglič      | Primož Roglič      |
| 8.ª etapa | 13 de mar | Niza – Niza                                          | etapa de montaña        | 115,6          | 2436 m       | Simon Yates        | Primož Roglič      |

## Desarrollo de la carrera

### 1.ª etapa
| Mantes-la-Ville - Mantes-la-Ville | etapa llana | (159,8 km) |

| \| Clasificación de la etapa \| Clasificación de la etapa \| Clasificación de la etapa \| Clasificación de la etapa \| Clasificación de la etapa \| \| Ciclista \| Ciclista \| Equipo \| Tiempo \| \| \| ------------------------- \| ------------------------- \| ---------------------------------- \| ------------------------- \| ------------------------- \| \| 1.º \| Christophe Laporte \| Jumbo-Visma \| 3 h 48 min 38 s \| \| \| 2.º \| Primož Roglič \| Jumbo-Visma \| + 0 s \| \| \| 3.º \| Wout van Aert \| Jumbo-Visma \| + 0 s \| \| \| 4.º \| Pierre Latour \| TotalEnergies \| + 19 s \| \| \| 5.º \| Mads Pedersen \| Trek-Segafredo \| + 22 s \| \| \| 6.º \| Biniam Girmay \| Intermarché-Wanty-Gobert Matériaux \| + 22 s \| \| \| 7.º \| Iván García Cortina \| Movistar Team \| + 22 s \| \| \| 8.º \| Fred Wright \| Bahrain Victorious \| + 22 s \| \| \| 9.º \| Jasper Philipsen \| Alpecin-Fenix \| + 22 s \| \| \| 10.º \| Florian Sénéchal \| Quick-Step Alpha Vinyl \| + 22 s \| \| |                     |                                    |                 |
| |                     |                                    |                 |
| Fuente: ProCyclingStats |                     |                                    |                 |
| Clasificación de la etapa |                     |                                    |                 |
| Ciclista | Ciclista            | Equipo                             | Tiempo          |
| 1.º | Christophe Laporte  | Jumbo-Visma                        | 3 h 48 min 38 s |
| 2.º | Primož Roglič       | Jumbo-Visma                        | + 0 s           |
| 3.º | Wout van Aert       | Jumbo-Visma                        | + 0 s           |
| 4.º | Pierre Latour       | TotalEnergies                      | + 19 s          |
| 5.º | Mads Pedersen       | Trek-Segafredo                     | + 22 s          |
| 6.º | Biniam Girmay       | Intermarché-Wanty-Gobert Matériaux | + 22 s          |
| 7.º | Iván García Cortina | Movistar Team                      | + 22 s          |
| 8.º | Fred Wright         | Bahrain Victorious                 | + 22 s          |
| 9.º | Jasper Philipsen    | Alpecin-Fenix                      | + 22 s          |
| 10.º | Florian Sénéchal    | Quick-Step Alpha Vinyl             | + 22 s          |

| \| Clasificación general \| Clasificación general \| Clasificación general \| Clasificación general \| Clasificación general \| \| Ciclista \| Ciclista \| Equipo \| Tiempo \| \| \| --------------------- \| --------------------- \| ---------------------------------- \| --------------------- \| --------------------- \| \| 1.º \| Christophe Laporte \| Jumbo-Visma \| 3 h 48 min 28 s \| \| \| 2.º \| Primož Roglič \| Jumbo-Visma \| + 4 s \| \| \| 3.º \| Wout van Aert \| Jumbo-Visma \| + 6 s \| \| \| 4.º \| Pierre Latour \| TotalEnergies \| + 29 s \| \| \| 5.º \| Mads Pedersen \| Trek-Segafredo \| + 32 s \| \| \| 6.º \| Biniam Girmay \| Intermarché-Wanty-Gobert Matériaux \| + 32 s \| \| \| 7.º \| Iván García Cortina \| Movistar Team \| + 32 s \| \| \| 8.º \| Fred Wright \| Bahrain Victorious \| + 32 s \| \| \| 9.º \| Jasper Philipsen \| Alpecin-Fenix \| + 32 s \| \| \| 10.º \| Florian Sénéchal \| Quick-Step Alpha Vinyl \| + 32 s \| \| |                     |                                    |                 |
| |                     |                                    |                 |
| Fuente: ProCyclingStats |                     |                                    |                 |
| Clasificación general |                     |                                    |                 |
| Ciclista | Ciclista            | Equipo                             | Tiempo          |
| 1.º | Christophe Laporte  | Jumbo-Visma                        | 3 h 48 min 28 s |
| 2.º | Primož Roglič       | Jumbo-Visma                        | + 4 s           |
| 3.º | Wout van Aert       | Jumbo-Visma                        | + 6 s           |
| 4.º | Pierre Latour       | TotalEnergies                      | + 29 s          |
| 5.º | Mads Pedersen       | Trek-Segafredo                     | + 32 s          |
| 6.º | Biniam Girmay       | Intermarché-Wanty-Gobert Matériaux | + 32 s          |
| 7.º | Iván García Cortina | Movistar Team                      | + 32 s          |
| 8.º | Fred Wright         | Bahrain Victorious                 | + 32 s          |
| 9.º | Jasper Philipsen    | Alpecin-Fenix                      | + 32 s          |
| 10.º | Florian Sénéchal    | Quick-Step Alpha Vinyl             | + 32 s          |

### 2.ª etapa
| Auffargis - Orleans | etapa llana | (159,2 km) |

| \| Clasificación de la etapa \| Clasificación de la etapa \| Clasificación de la etapa \| Clasificación de la etapa \| Clasificación de la etapa \| \| Ciclista \| Ciclista \| Equipo \| Tiempo \| \| \| ------------------------- \| ------------------------- \| ------------------------- \| ------------------------- \| ------------------------- \| \| 1.º \| Fabio Jakobsen \| Quick-Step Alpha Vinyl \| 3 h 22 min 54 s \| \| \| 2.º \| Wout van Aert \| Jumbo-Visma \| + 0 s \| \| \| 3.º \| Christophe Laporte \| Jumbo-Visma \| + 0 s \| \| \| 4.º \| Luka Mezgec \| BikeExchange-Jayco \| + 0 s \| \| \| 5.º \| Mads Pedersen \| Trek-Segafredo \| + 0 s \| \| \| 6.º \| Jasper Stuyven \| Trek-Segafredo \| + 0 s \| \| \| 7.º \| Luca Mozzato \| B&B Hotels-KTM \| + 0 s \| \| \| 8.º \| Juan Sebastián Molano \| UAE Team Emirates \| + 0 s \| \| \| 9.º \| Oliver Naesen \| AG2R Citroën Team \| + 0 s \| \| \| 10.º \| Cees Bol \| Team DSM \| + 0 s \| \| |                       |                        |                 |
| |                       |                        |                 |
| Fuente: ProCyclingStats |                       |                        |                 |
| Clasificación de la etapa |                       |                        |                 |
| Ciclista | Ciclista              | Equipo                 | Tiempo          |
| 1.º | Fabio Jakobsen        | Quick-Step Alpha Vinyl | 3 h 22 min 54 s |
| 2.º | Wout van Aert         | Jumbo-Visma            | + 0 s           |
| 3.º | Christophe Laporte    | Jumbo-Visma            | + 0 s           |
| 4.º | Luka Mezgec           | BikeExchange-Jayco     | + 0 s           |
| 5.º | Mads Pedersen         | Trek-Segafredo         | + 0 s           |
| 6.º | Jasper Stuyven        | Trek-Segafredo         | + 0 s           |
| 7.º | Luca Mozzato          | B&B Hotels-KTM         | + 0 s           |
| 8.º | Juan Sebastián Molano | UAE Team Emirates      | + 0 s           |
| 9.º | Oliver Naesen         | AG2R Citroën Team      | + 0 s           |
| 10.º | Cees Bol              | Team DSM               | + 0 s           |

| \| Clasificación general \| Clasificación general \| Clasificación general \| Clasificación general \| Clasificación general \| \| Ciclista \| Ciclista \| Equipo \| Tiempo \| \| \| --------------------- \| --------------------- \| ---------------------- \| --------------------- \| --------------------- \| \| 1.º \| Christophe Laporte \| Jumbo-Visma \| 7 h 11 min 15 s \| \| \| 2.º \| Wout van Aert \| Jumbo-Visma \| + 5 s \| \| \| 3.º \| Primož Roglič \| Jumbo-Visma \| + 11 s \| \| \| 4.º \| Pierre Latour \| TotalEnergies \| + 36 s \| \| \| 5.º \| Zdeněk Štybar \| Quick-Step Alpha Vinyl \| + 38 s \| \| \| 6.º \| Mads Pedersen \| Trek-Segafredo \| + 39 s \| \| \| 7.º \| Jasper Stuyven \| Trek-Segafredo \| + 39 s \| \| \| 8.º \| Florian Sénéchal \| Quick-Step Alpha Vinyl \| + 39 s \| \| \| 9.º \| Bryan Coquard \| Cofidis \| + 39 s \| \| \| 10.º \| Aleksandr Vlásov \| Bora-Hansgrohe \| + 39 s \| \| |                    |                        |                 |
| |                    |                        |                 |
| Fuente: ProCyclingStats |                    |                        |                 |
| Clasificación general |                    |                        |                 |
| Ciclista | Ciclista           | Equipo                 | Tiempo          |
| 1.º | Christophe Laporte | Jumbo-Visma            | 7 h 11 min 15 s |
| 2.º | Wout van Aert      | Jumbo-Visma            | + 5 s           |
| 3.º | Primož Roglič      | Jumbo-Visma            | + 11 s          |
| 4.º | Pierre Latour      | TotalEnergies          | + 36 s          |
| 5.º | Zdeněk Štybar      | Quick-Step Alpha Vinyl | + 38 s          |
| 6.º | Mads Pedersen      | Trek-Segafredo         | + 39 s          |
| 7.º | Jasper Stuyven     | Trek-Segafredo         | + 39 s          |
| 8.º | Florian Sénéchal   | Quick-Step Alpha Vinyl | + 39 s          |
| 9.º | Bryan Coquard      | Cofidis                | + 39 s          |
| 10.º | Aleksandr Vlásov   | Bora-Hansgrohe         | + 39 s          |

### 3.ª etapa
| Vierzon - Dun-le-Palestel | etapa escarpada | (190,8 km) |

| \| Clasificación de la etapa \| Clasificación de la etapa \| Clasificación de la etapa \| Clasificación de la etapa \| Clasificación de la etapa \| \| Ciclista \| Ciclista \| Equipo \| Tiempo \| \| \| ------------------------- \| ------------------------- \| ---------------------------------- \| ------------------------- \| ------------------------- \| \| 1.º \| Mads Pedersen \| Trek-Segafredo \| 4 h 23 min 29 s \| \| \| 2.º \| Bryan Coquard \| Cofidis \| + 0 s \| \| \| 3.º \| Wout van Aert \| Jumbo-Visma \| + 0 s \| \| \| 4.º \| Jasper Philipsen \| Alpecin-Fenix \| + 0 s \| \| \| 5.º \| Anthony Turgis \| TotalEnergies \| + 0 s \| \| \| 6.º \| Biniam Girmay \| Intermarché-Wanty-Gobert Matériaux \| + 0 s \| \| \| 7.º \| Fred Wright \| Bahrain Victorious \| + 0 s \| \| \| 8.º \| Danny van Poppel \| Bora-Hansgrohe \| + 0 s \| \| \| 9.º \| Ethan Hayter \| Ineos Grenadiers \| + 0 s \| \| \| 10.º \| Juan Sebastián Molano \| UAE Team Emirates \| + 0 s \| \| |                       |                                    |                 |
| |                       |                                    |                 |
| Fuente: ProCyclingStats |                       |                                    |                 |
| Clasificación de la etapa |                       |                                    |                 |
| Ciclista | Ciclista              | Equipo                             | Tiempo          |
| 1.º | Mads Pedersen         | Trek-Segafredo                     | 4 h 23 min 29 s |
| 2.º | Bryan Coquard         | Cofidis                            | + 0 s           |
| 3.º | Wout van Aert         | Jumbo-Visma                        | + 0 s           |
| 4.º | Jasper Philipsen      | Alpecin-Fenix                      | + 0 s           |
| 5.º | Anthony Turgis        | TotalEnergies                      | + 0 s           |
| 6.º | Biniam Girmay         | Intermarché-Wanty-Gobert Matériaux | + 0 s           |
| 7.º | Fred Wright           | Bahrain Victorious                 | + 0 s           |
| 8.º | Danny van Poppel      | Bora-Hansgrohe                     | + 0 s           |
| 9.º | Ethan Hayter          | Ineos Grenadiers                   | + 0 s           |
| 10.º | Juan Sebastián Molano | UAE Team Emirates                  | + 0 s           |

| \| Clasificación general \| Clasificación general \| Clasificación general \| Clasificación general \| Clasificación general \| \| Ciclista \| Ciclista \| Equipo \| Tiempo \| \| \| --------------------- \| --------------------- \| ---------------------- \| --------------------- \| --------------------- \| \| 1.º \| Christophe Laporte \| Jumbo-Visma \| 11 h 34 min 44 s \| \| \| 2.º \| Wout van Aert \| Jumbo-Visma \| + 1 s \| \| \| 3.º \| Primož Roglič \| Jumbo-Visma \| + 9 s \| \| \| 4.º \| Mads Pedersen \| Trek-Segafredo \| + 29 s \| \| \| 5.º \| Bryan Coquard \| Cofidis \| + 33 s \| \| \| 6.º \| Pierre Latour \| TotalEnergies \| + 33 s \| \| \| 7.º \| Zdeněk Štybar \| Quick-Step Alpha Vinyl \| + 38 s \| \| \| 8.º \| Jasper Stuyven \| Trek-Segafredo \| + 38 s \| \| \| 9.º \| Aleksandr Vlásov \| Bora-Hansgrohe \| + 39 s \| \| \| 10.º \| Florian Sénéchal \| Quick-Step Alpha Vinyl \| + 39 s \| \| |                    |                        |                  |
| |                    |                        |                  |
| Fuente: ProCyclingStats |                    |                        |                  |
| Clasificación general |                    |                        |                  |
| Ciclista | Ciclista           | Equipo                 | Tiempo           |
| 1.º | Christophe Laporte | Jumbo-Visma            | 11 h 34 min 44 s |
| 2.º | Wout van Aert      | Jumbo-Visma            | + 1 s            |
| 3.º | Primož Roglič      | Jumbo-Visma            | + 9 s            |
| 4.º | Mads Pedersen      | Trek-Segafredo         | + 29 s           |
| 5.º | Bryan Coquard      | Cofidis                | + 33 s           |
| 6.º | Pierre Latour      | TotalEnergies          | + 33 s           |
| 7.º | Zdeněk Štybar      | Quick-Step Alpha Vinyl | + 38 s           |
| 8.º | Jasper Stuyven     | Trek-Segafredo         | + 38 s           |
| 9.º | Aleksandr Vlásov   | Bora-Hansgrohe         | + 39 s           |
| 10.º | Florian Sénéchal   | Quick-Step Alpha Vinyl | + 39 s           |

### 4.ª etapa
| Domérat - Montluçon | contrarreloj individual | (13,4 km) |

| \| Clasificación de la etapa \| Clasificación de la etapa \| Clasificación de la etapa \| Clasificación de la etapa \| Clasificación de la etapa \| \| Ciclista \| Ciclista \| Equipo \| Tiempo \| \| \| ------------------------- \| ------------------------- \| ------------------------- \| ------------------------- \| ------------------------- \| \| 1.º \| Wout van Aert \| Jumbo-Visma \| 16 min 20 s \| \| \| 2.º \| Primož Roglič \| Jumbo-Visma \| + 2 s \| \| \| 3.º \| Rohan Dennis \| Jumbo-Visma \| + 6 s \| \| \| 4.º \| Stefan Küng \| Groupama-FDJ \| + 10 s \| \| \| 5.º \| Simon Yates \| BikeExchange-Jayco \| + 11 s \| \| \| 6.º \| Ethan Hayter \| Ineos Grenadiers \| + 14 s \| \| \| 7.º \| Pierre Latour \| TotalEnergies \| + 19 s \| \| \| 8.º \| Stefan Bissegger \| EF Education-EasyPost \| + 21 s \| \| \| 9.º \| Mads Pedersen \| Trek-Segafredo \| + 25 s \| \| \| 10.º \| Daniel Felipe Martínez \| Ineos Grenadiers \| + 28 s \| \| |                        |                       |             |
| |                        |                       |             |
| Fuente: ProCyclingStats |                        |                       |             |
| Clasificación de la etapa |                        |                       |             |
| Ciclista | Ciclista               | Equipo                | Tiempo      |
| 1.º | Wout van Aert          | Jumbo-Visma           | 16 min 20 s |
| 2.º | Primož Roglič          | Jumbo-Visma           | + 2 s       |
| 3.º | Rohan Dennis           | Jumbo-Visma           | + 6 s       |
| 4.º | Stefan Küng            | Groupama-FDJ          | + 10 s      |
| 5.º | Simon Yates            | BikeExchange-Jayco    | + 11 s      |
| 6.º | Ethan Hayter           | Ineos Grenadiers      | + 14 s      |
| 7.º | Pierre Latour          | TotalEnergies         | + 19 s      |
| 8.º | Stefan Bissegger       | EF Education-EasyPost | + 21 s      |
| 9.º | Mads Pedersen          | Trek-Segafredo        | + 25 s      |
| 10.º | Daniel Felipe Martínez | Ineos Grenadiers      | + 28 s      |

| \| Clasificación general \| Clasificación general \| Clasificación general \| Clasificación general \| Clasificación general \| \| Ciclista \| Ciclista \| Equipo \| Tiempo \| \| \| --------------------- \| ---------------------- \| --------------------- \| --------------------- \| --------------------- \| \| 1.º \| Wout van Aert \| Jumbo-Visma \| 11 h 51 min 05 s \| \| \| 2.º \| Primož Roglič \| Jumbo-Visma \| + 10 s \| \| \| 3.º \| Christophe Laporte \| Jumbo-Visma \| + 28 s \| \| \| 4.º \| Simon Yates \| BikeExchange-Jayco \| + 49 s \| \| \| 5.º \| Pierre Latour \| TotalEnergies \| + 51 s \| \| \| 6.º \| Mads Pedersen \| Trek-Segafredo \| + 53 s \| \| \| 7.º \| Daniel Felipe Martínez \| Ineos Grenadiers \| + 1 min 06 s \| \| \| 8.º \| Aleksandr Vlásov \| Bora-Hansgrohe \| + 1 min 09 s \| \| \| 9.º \| Stefan Bissegger \| EF Education-EasyPost \| + 1 min 13 s \| \| \| 10.º \| Søren Kragh Andersen \| Team DSM \| + 1 min 19 s \| \| |                        |                       |                  |
| |                        |                       |                  |
| Fuente: ProCyclingStats |                        |                       |                  |
| Clasificación general |                        |                       |                  |
| Ciclista | Ciclista               | Equipo                | Tiempo           |
| 1.º | Wout van Aert          | Jumbo-Visma           | 11 h 51 min 05 s |
| 2.º | Primož Roglič          | Jumbo-Visma           | + 10 s           |
| 3.º | Christophe Laporte     | Jumbo-Visma           | + 28 s           |
| 4.º | Simon Yates            | BikeExchange-Jayco    | + 49 s           |
| 5.º | Pierre Latour          | TotalEnergies         | + 51 s           |
| 6.º | Mads Pedersen          | Trek-Segafredo        | + 53 s           |
| 7.º | Daniel Felipe Martínez | Ineos Grenadiers      | + 1 min 06 s     |
| 8.º | Aleksandr Vlásov       | Bora-Hansgrohe        | + 1 min 09 s     |
| 9.º | Stefan Bissegger       | EF Education-EasyPost | + 1 min 13 s     |
| 10.º | Søren Kragh Andersen   | Team DSM              | + 1 min 19 s     |

### 5.ª etapa
| Saint-Just-Saint-Rambert - Saint-Sauveur-de-Montagut | etapa de montaña | (188,8 km) |

| \| Clasificación de la etapa \| Clasificación de la etapa \| Clasificación de la etapa \| Clasificación de la etapa \| Clasificación de la etapa \| \| Ciclista \| Ciclista \| Equipo \| Tiempo \| \| \| ------------------------- \| ------------------------- \| ------------------------- \| ------------------------- \| ------------------------- \| \| 1.º \| Brandon McNulty \| UAE Team Emirates \| 4 h 53 min 30 s \| \| \| 2.º \| Franck Bonnamour \| B&B Hotels-KTM \| + 1 min 58 s \| \| \| 3.º \| Matteo Jorgenson \| Movistar Team \| + 1 min 58 s \| \| \| 4.º \| Harm Vanhoucke \| Lotto-Soudal \| + 2 min 30 s \| \| \| 5.º \| Laurent Pichon \| Arkéa-Samsic \| + 4 min 01 s \| \| \| 6.º \| Anthony Turgis \| TotalEnergies \| + 4 min 02 s \| \| \| 7.º \| Valentin Madouas \| Groupama-FDJ \| + 4 min 57 s \| \| \| 8.º \| Owain Doull \| EF Education-EasyPost \| + 4 min 57 s \| \| \| 9.º \| Pierre Latour \| TotalEnergies \| + 5 min 43 s \| \| \| 10.º \| Quentin Pacher \| Groupama-FDJ \| + 5 min 43 s \| \| |                  |                       |                 |
| |                  |                       |                 |
| Fuente: ProCyclingStats |                  |                       |                 |
| Clasificación de la etapa |                  |                       |                 |
| Ciclista | Ciclista         | Equipo                | Tiempo          |
| 1.º | Brandon McNulty  | UAE Team Emirates     | 4 h 53 min 30 s |
| 2.º | Franck Bonnamour | B&B Hotels-KTM        | + 1 min 58 s    |
| 3.º | Matteo Jorgenson | Movistar Team         | + 1 min 58 s    |
| 4.º | Harm Vanhoucke   | Lotto-Soudal          | + 2 min 30 s    |
| 5.º | Laurent Pichon   | Arkéa-Samsic          | + 4 min 01 s    |
| 6.º | Anthony Turgis   | TotalEnergies         | + 4 min 02 s    |
| 7.º | Valentin Madouas | Groupama-FDJ          | + 4 min 57 s    |
| 8.º | Owain Doull      | EF Education-EasyPost | + 4 min 57 s    |
| 9.º | Pierre Latour    | TotalEnergies         | + 5 min 43 s    |
| 10.º | Quentin Pacher   | Groupama-FDJ          | + 5 min 43 s    |

| \| Clasificación general \| Clasificación general \| Clasificación general \| Clasificación general \| Clasificación general \| \| Ciclista \| Ciclista \| Equipo \| Tiempo \| \| \| --------------------- \| ---------------------- \| --------------------- \| --------------------- \| --------------------- \| \| 1.º \| Primož Roglič \| Jumbo-Visma \| 16 h 50 min 28 s \| \| \| 2.º \| Simon Yates \| BikeExchange-Jayco \| + 39 s \| \| \| 3.º \| Pierre Latour \| TotalEnergies \| + 41 s \| \| \| 4.º \| Daniel Felipe Martínez \| Ineos Grenadiers \| + 56 s \| \| \| 5.º \| Aleksandr Vlásov \| Bora-Hansgrohe \| + 59 s \| \| \| 6.º \| Adam Yates \| Ineos Grenadiers \| + 1 min 11 s \| \| \| 7.º \| Søren Kragh Andersen \| Team DSM \| + 1 min 26 s \| \| \| 8.º \| Jack Haig \| Bahrain Victorious \| + 1 min 35 s \| \| \| 9.º \| Nairo Quintana \| Arkéa-Samsic \| + 1 min 45 s \| \| \| 10.º \| Ion Izagirre \| Cofidis \| + 2 min 01 s \| \| |                        |                    |                  |
| |                        |                    |                  |
| Fuente: ProCyclingStats |                        |                    |                  |
| Clasificación general |                        |                    |                  |
| Ciclista | Ciclista               | Equipo             | Tiempo           |
| 1.º | Primož Roglič          | Jumbo-Visma        | 16 h 50 min 28 s |
| 2.º | Simon Yates            | BikeExchange-Jayco | + 39 s           |
| 3.º | Pierre Latour          | TotalEnergies      | + 41 s           |
| 4.º | Daniel Felipe Martínez | Ineos Grenadiers   | + 56 s           |
| 5.º | Aleksandr Vlásov       | Bora-Hansgrohe     | + 59 s           |
| 6.º | Adam Yates             | Ineos Grenadiers   | + 1 min 11 s     |
| 7.º | Søren Kragh Andersen   | Team DSM           | + 1 min 26 s     |
| 8.º | Jack Haig              | Bahrain Victorious | + 1 min 35 s     |
| 9.º | Nairo Quintana         | Arkéa-Samsic       | + 1 min 45 s     |
| 10.º | Ion Izagirre           | Cofidis            | + 2 min 01 s     |

### 6.ª etapa
| Courthézon - Aubagne | etapa escarpada | (213,6 km) |

| \| Clasificación de la etapa \| Clasificación de la etapa \| Clasificación de la etapa \| Clasificación de la etapa \| Clasificación de la etapa \| \| Ciclista \| Ciclista \| Equipo \| Tiempo \| \| \| ------------------------- \| ------------------------- \| ---------------------------------- \| ------------------------- \| ------------------------- \| \| 1.º \| Mathieu Burgaudeau \| TotalEnergies \| 5 h 33 min 06 s \| \| \| 2.º \| Mads Pedersen \| Trek-Segafredo \| + 0 s \| \| \| 3.º \| Wout van Aert \| Jumbo-Visma \| + 0 s \| \| \| 4.º \| Biniam Girmay \| Intermarché-Wanty-Gobert Matériaux \| + 0 s \| \| \| 5.º \| Bryan Coquard \| Cofidis \| + 0 s \| \| \| 6.º \| Luka Mezgec \| BikeExchange-Jayco \| + 0 s \| \| \| 7.º \| Iván García Cortina \| Movistar Team \| + 0 s \| \| \| 8.º \| Dorian Godon \| AG2R Citroën Team \| + 0 s \| \| \| 9.º \| Florian Sénéchal \| Quick-Step Alpha Vinyl \| + 0 s \| \| \| 10.º \| Luca Mozzato \| B&B Hotels-KTM \| + 0 s \| \| |                     |                                    |                 |
| |                     |                                    |                 |
| Fuente: ProCyclingStats |                     |                                    |                 |
| Clasificación de la etapa |                     |                                    |                 |
| Ciclista | Ciclista            | Equipo                             | Tiempo          |
| 1.º | Mathieu Burgaudeau  | TotalEnergies                      | 5 h 33 min 06 s |
| 2.º | Mads Pedersen       | Trek-Segafredo                     | + 0 s           |
| 3.º | Wout van Aert       | Jumbo-Visma                        | + 0 s           |
| 4.º | Biniam Girmay       | Intermarché-Wanty-Gobert Matériaux | + 0 s           |
| 5.º | Bryan Coquard       | Cofidis                            | + 0 s           |
| 6.º | Luka Mezgec         | BikeExchange-Jayco                 | + 0 s           |
| 7.º | Iván García Cortina | Movistar Team                      | + 0 s           |
| 8.º | Dorian Godon        | AG2R Citroën Team                  | + 0 s           |
| 9.º | Florian Sénéchal    | Quick-Step Alpha Vinyl             | + 0 s           |
| 10.º | Luca Mozzato        | B&B Hotels-KTM                     | + 0 s           |

| \| Clasificación general \| Clasificación general \| Clasificación general \| Clasificación general \| Clasificación general \| \| Ciclista \| Ciclista \| Equipo \| Tiempo \| \| \| --------------------- \| ---------------------- \| --------------------- \| --------------------- \| --------------------- \| \| 1.º \| Primož Roglič \| Jumbo-Visma \| 22 h 23 min 34 s \| \| \| 2.º \| Simon Yates \| BikeExchange-Jayco \| + 39 s \| \| \| 3.º \| Pierre Latour \| TotalEnergies \| + 41 s \| \| \| 4.º \| Daniel Felipe Martínez \| Ineos Grenadiers \| + 56 s \| \| \| 5.º \| Aleksandr Vlásov \| Bora-Hansgrohe \| + 59 s \| \| \| 6.º \| Adam Yates \| Ineos Grenadiers \| + 1 min 11 s \| \| \| 7.º \| Søren Kragh Andersen \| Team DSM \| + 1 min 26 s \| \| \| 8.º \| Jack Haig \| Bahrain Victorious \| + 1 min 35 s \| \| \| 9.º \| Nairo Quintana \| Arkéa-Samsic \| + 1 min 45 s \| \| \| 10.º \| Ion Izagirre \| Cofidis \| + 2 min 01 s \| \| |                        |                    |                  |
| |                        |                    |                  |
| Fuente: ProCyclingStats |                        |                    |                  |
| Clasificación general |                        |                    |                  |
| Ciclista | Ciclista               | Equipo             | Tiempo           |
| 1.º | Primož Roglič          | Jumbo-Visma        | 22 h 23 min 34 s |
| 2.º | Simon Yates            | BikeExchange-Jayco | + 39 s           |
| 3.º | Pierre Latour          | TotalEnergies      | + 41 s           |
| 4.º | Daniel Felipe Martínez | Ineos Grenadiers   | + 56 s           |
| 5.º | Aleksandr Vlásov       | Bora-Hansgrohe     | + 59 s           |
| 6.º | Adam Yates             | Ineos Grenadiers   | + 1 min 11 s     |
| 7.º | Søren Kragh Andersen   | Team DSM           | + 1 min 26 s     |
| 8.º | Jack Haig              | Bahrain Victorious | + 1 min 35 s     |
| 9.º | Nairo Quintana         | Arkéa-Samsic       | + 1 min 45 s     |
| 10.º | Ion Izagirre           | Cofidis            | + 2 min 01 s     |

### 7.ª etapa
| Niza - Col de Turini | etapa de montaña | (155,4 km) |

| \| Clasificación de la etapa \| Clasificación de la etapa \| Clasificación de la etapa \| Clasificación de la etapa \| Clasificación de la etapa \| \| Ciclista \| Ciclista \| Equipo \| Tiempo \| \| \| ------------------------- \| ------------------------- \| ------------------------- \| ------------------------- \| ------------------------- \| \| 1.º \| Primož Roglič \| Jumbo-Visma \| 4 h 02 min 47 s \| \| \| 2.º \| Daniel Felipe Martínez \| Ineos Grenadiers \| + 0 s \| \| \| 3.º \| Simon Yates \| BikeExchange-Jayco \| + 2 s \| \| \| 4.º \| Nairo Quintana \| Arkéa-Samsic \| + 9 s \| \| \| 5.º \| João Almeida \| UAE Team Emirates \| + 11 s \| \| \| 6.º \| Brandon McNulty \| UAE Team Emirates \| + 25 s \| \| \| 7.º \| Jack Haig \| Bahrain Victorious \| + 27 s \| \| \| 8.º \| Adam Yates \| Ineos Grenadiers \| + 29 s \| \| \| 9.º \| Guillaume Martin \| Cofidis \| + 44 s \| \| \| 10.º \| Wout Poels \| Bahrain Victorious \| + 56 s \| \| |                        |                    |                 |
| |                        |                    |                 |
| Fuente: ProCyclingStats |                        |                    |                 |
| Clasificación de la etapa |                        |                    |                 |
| Ciclista | Ciclista               | Equipo             | Tiempo          |
| 1.º | Primož Roglič          | Jumbo-Visma        | 4 h 02 min 47 s |
| 2.º | Daniel Felipe Martínez | Ineos Grenadiers   | + 0 s           |
| 3.º | Simon Yates            | BikeExchange-Jayco | + 2 s           |
| 4.º | Nairo Quintana         | Arkéa-Samsic       | + 9 s           |
| 5.º | João Almeida           | UAE Team Emirates  | + 11 s          |
| 6.º | Brandon McNulty        | UAE Team Emirates  | + 25 s          |
| 7.º | Jack Haig              | Bahrain Victorious | + 27 s          |
| 8.º | Adam Yates             | Ineos Grenadiers   | + 29 s          |
| 9.º | Guillaume Martin       | Cofidis            | + 44 s          |
| 10.º | Wout Poels             | Bahrain Victorious | + 56 s          |

| \| Clasificación general \| Clasificación general \| Clasificación general \| Clasificación general \| Clasificación general \| \| Ciclista \| Ciclista \| Equipo \| Tiempo \| \| \| --------------------- \| ---------------------- \| --------------------- \| --------------------- \| --------------------- \| \| 1.º \| Primož Roglič \| Jumbo-Visma \| 26 h 26 min 11 s \| \| \| 2.º \| Simon Yates \| BikeExchange-Jayco \| + 47 s \| \| \| 3.º \| Daniel Felipe Martínez \| Ineos Grenadiers \| + 1 min 00 s \| \| \| 4.º \| Adam Yates \| Ineos Grenadiers \| + 1 min 50 s \| \| \| 5.º \| Nairo Quintana \| Arkéa-Samsic \| + 2 min 04 s \| \| \| 6.º \| Jack Haig \| Bahrain Victorious \| + 2 min 12 s \| \| \| 7.º \| Aleksandr Vlásov \| Bora-Hansgrohe \| + 2 min 22 s \| \| \| 8.º \| Pierre Latour \| TotalEnergies \| + 2 min 56 s \| \| \| 9.º \| Ion Izagirre \| Cofidis \| + 3 min 13 s \| \| \| 10.º \| João Almeida \| UAE Team Emirates \| + 3 min 29 s \| \| |                        |                    |                  |
| |                        |                    |                  |
| Fuente: ProCyclingStats |                        |                    |                  |
| Clasificación general |                        |                    |                  |
| Ciclista | Ciclista               | Equipo             | Tiempo           |
| 1.º | Primož Roglič          | Jumbo-Visma        | 26 h 26 min 11 s |
| 2.º | Simon Yates            | BikeExchange-Jayco | + 47 s           |
| 3.º | Daniel Felipe Martínez | Ineos Grenadiers   | + 1 min 00 s     |
| 4.º | Adam Yates             | Ineos Grenadiers   | + 1 min 50 s     |
| 5.º | Nairo Quintana         | Arkéa-Samsic       | + 2 min 04 s     |
| 6.º | Jack Haig              | Bahrain Victorious | + 2 min 12 s     |
| 7.º | Aleksandr Vlásov       | Bora-Hansgrohe     | + 2 min 22 s     |
| 8.º | Pierre Latour          | TotalEnergies      | + 2 min 56 s     |
| 9.º | Ion Izagirre           | Cofidis            | + 3 min 13 s     |
| 10.º | João Almeida           | UAE Team Emirates  | + 3 min 29 s     |

### 8.ª etapa
| Niza - Niza | etapa de montaña | (115,6 km) |

| \| Clasificación de la etapa \| Clasificación de la etapa \| Clasificación de la etapa \| Clasificación de la etapa \| Clasificación de la etapa \| \| Ciclista \| Ciclista \| Equipo \| Tiempo \| \| \| ------------------------- \| ------------------------- \| ------------------------- \| ------------------------- \| ------------------------- \| \| 1.º \| Simon Yates \| BikeExchange-Jayco \| 2 h 52 min 59 s \| \| \| 2.º \| Wout van Aert \| Jumbo-Visma \| + 9 s \| \| \| 3.º \| Primož Roglič \| Jumbo-Visma \| + 9 s \| \| \| 4.º \| Brandon McNulty \| UAE Team Emirates \| + 1 min 44 s \| \| \| 5.º \| Søren Kragh Andersen \| Team DSM \| + 1 min 44 s \| \| \| 6.º \| Stefan Küng \| Groupama-FDJ \| + 1 min 44 s \| \| \| 7.º \| Aurélien Paret-Peintre \| AG2R Citroën Team \| + 1 min 44 s \| \| \| 8.º \| Adam Yates \| Ineos Grenadiers \| + 1 min 44 s \| \| \| 9.º \| Wout Poels \| Bahrain Victorious \| + 1 min 44 s \| \| \| 10.º \| Ion Izagirre \| Cofidis \| + 1 min 44 s \| \| |                        |                    |                 |
| |                        |                    |                 |
| Fuente: ProCyclingStats |                        |                    |                 |
| Clasificación de la etapa |                        |                    |                 |
| Ciclista | Ciclista               | Equipo             | Tiempo          |
| 1.º | Simon Yates            | BikeExchange-Jayco | 2 h 52 min 59 s |
| 2.º | Wout van Aert          | Jumbo-Visma        | + 9 s           |
| 3.º | Primož Roglič          | Jumbo-Visma        | + 9 s           |
| 4.º | Brandon McNulty        | UAE Team Emirates  | + 1 min 44 s    |
| 5.º | Søren Kragh Andersen   | Team DSM           | + 1 min 44 s    |
| 6.º | Stefan Küng            | Groupama-FDJ       | + 1 min 44 s    |
| 7.º | Aurélien Paret-Peintre | AG2R Citroën Team  | + 1 min 44 s    |
| 8.º | Adam Yates             | Ineos Grenadiers   | + 1 min 44 s    |
| 9.º | Wout Poels             | Bahrain Victorious | + 1 min 44 s    |
| 10.º | Ion Izagirre           | Cofidis            | + 1 min 44 s    |

## Clasificaciones finales
- Las clasificaciones finalizaron de la siguiente forma:[4]

### Clasificación general
| \| Clasificación general \| Clasificación general \| Clasificación general \| Clasificación general \| Clasificación general \| \| Ciclista \| Ciclista \| Equipo \| Tiempo \| \| \| --------------------- \| ---------------------- \| --------------------- \| --------------------- \| --------------------- \| \| 1.º \| Primož Roglič \| Jumbo-Visma \| 29 h 19 min 15 s \| \| \| 2.º \| Simon Yates \| BikeExchange-Jayco \| + 29 s \| \| \| 3.º \| Daniel Felipe Martínez \| Ineos Grenadiers \| + 2 min 37 s \| \| \| 4.º \| Adam Yates \| Ineos Grenadiers \| + 3 min 29 s \| \| \| 5.º \| Nairo Quintana \| Arkéa-Samsic \| + 3 min 43 s \| \| \| 6.º \| Jack Haig \| Bahrain Victorious \| + 3 min 51 s \| \| \| 7.º \| Ion Izagirre \| Cofidis \| + 4 min 52 s \| \| \| 8.º \| João Almeida \| UAE Team Emirates \| + 5 min 43 s \| \| \| 9.º \| Guillaume Martin \| Cofidis \| + 5 min 48 s \| \| \| 10.º \| Aurélien Paret-Peintre \| AG2R Citroën Team \| + 6 min 32 s \| \| |                        |                    |                  |
| |                        |                    |                  |
| Fuente: ProCyclingStats |                        |                    |                  |
| Clasificación general |                        |                    |                  |
| Ciclista | Ciclista               | Equipo             | Tiempo           |
| 1.º | Primož Roglič          | Jumbo-Visma        | 29 h 19 min 15 s |
| 2.º | Simon Yates            | BikeExchange-Jayco | + 29 s           |
| 3.º | Daniel Felipe Martínez | Ineos Grenadiers   | + 2 min 37 s     |
| 4.º | Adam Yates             | Ineos Grenadiers   | + 3 min 29 s     |
| 5.º | Nairo Quintana         | Arkéa-Samsic       | + 3 min 43 s     |
| 6.º | Jack Haig              | Bahrain Victorious | + 3 min 51 s     |
| 7.º | Ion Izagirre           | Cofidis            | + 4 min 52 s     |
| 8.º | João Almeida           | UAE Team Emirates  | + 5 min 43 s     |
| 9.º | Guillaume Martin       | Cofidis            | + 5 min 48 s     |
| 10.º | Aurélien Paret-Peintre | AG2R Citroën Team  | + 6 min 32 s     |

### Clasificación de la montaña
| Clasificación de la montaña | Clasificación de la montaña | Clasificación de la montaña | Clasificación de la montaña | Clasificación de la montaña |
| Ciclista                    | Ciclista                    | Equipo                      | Puntos                      |                             |
| --------------------------- | --------------------------- | --------------------------- | --------------------------- | --------------------------- |
| 1.º                         | Valentin Madouas            | Groupama-FDJ                | 44 pts                      |                             |
| 2.º                         | Wout van Aert               | Jumbo-Visma                 | 24 pts                      |                             |
| 3.º                         | Primož Roglič               | Jumbo-Visma                 | 22 pts                      |                             |
| 4.º                         | Harm Vanhoucke              | Lotto-Soudal                | 20 pts                      |                             |
| 5.º                         | Simon Yates                 | BikeExchange-Jayco          | 14 pts                      |                             |
| 6.º                         | Quentin Pacher              | Groupama-FDJ                | 13 pts                      |                             |
| 7.º                         | Brandon McNulty             | UAE Team Emirates           | 12 pts                      |                             |
| 8.º                         | Daniel Felipe Martínez      | Ineos Grenadiers            | 11 pts                      |                             |
| 9.º                         | Victor Koretzky             | B&B Hotels-KTM              | 9 pts                       |                             |
| 10.º                        | Rohan Dennis                | Jumbo-Visma                 | 7 pts                       |                             |

### Clasificación de los puntos
| Clasificación por puntos | Clasificación por puntos | Clasificación por puntos | Clasificación por puntos | Clasificación por puntos |
| Ciclista                 | Ciclista                 | Equipo                   | Puntos                   |                          |
| ------------------------ | ------------------------ | ------------------------ | ------------------------ | ------------------------ |
| 1.º                      | Wout van Aert            | Jumbo-Visma              | 72 pts                   |                          |
| 2.º                      | Primož Roglič            | Jumbo-Visma              | 50 pts                   |                          |
| 3.º                      | Mads Pedersen            | Trek-Segafredo           | 44 pts                   |                          |
| 4.º                      | Simon Yates              | BikeExchange-Jayco       | 33 pts                   |                          |
| 5.º                      | Brandon McNulty          | UAE Team Emirates        | 31 pts                   |                          |
| 6.º                      | Christophe Laporte       | Jumbo-Visma              | 29 pts                   |                          |
| 7.º                      | Mathieu Burgaudeau       | TotalEnergies            | 18 pts                   |                          |
| 8.º                      | Bryan Coquard            | Cofidis                  | 18 pts                   |                          |
| 9.º                      | Pierre Latour            | TotalEnergies            | 16 pts                   |                          |
| 10.º                     | Franck Bonnamour         | B&B Hotels-KTM           | 16 pts                   |                          |

### Clasificación de los jóvenes
| Clasificación del mejor joven | Clasificación del mejor joven | Clasificación del mejor joven      | Clasificación del mejor joven | Clasificación del mejor joven |
| Ciclista                      | Ciclista                      | Equipo                             | Tiempo                        |                               |
| ----------------------------- | ----------------------------- | ---------------------------------- | ----------------------------- | ----------------------------- |
| 1.º                           | João Almeida                  | UAE Team Emirates                  | 29 h 24 min 58 s              |                               |
| 2.º                           | Andreas Leknessund            | Team DSM                           | + 2 min 30 s                  |                               |
| 3.º                           | Brandon McNulty               | UAE Team Emirates                  | + 4 min 22 s                  |                               |
| 4.º                           | Georg Zimmermann              | Intermarché-Wanty-Gobert Matériaux | + 20 min 45 s                 |                               |
| 5.º                           | Fred Wright                   | Bahrain Victorious                 | + 28 min 09 s                 |                               |
| 6.º                           | Mathieu Burgaudeau            | TotalEnergies                      | + 30 min 05 s                 |                               |
| 7.º                           | Finn Fisher-Black             | UAE Team Emirates                  | + 41 min 50 s                 |                               |
| 8.º                           | Simon Guglielmi               | Arkéa-Samsic                       | + 1 h 13 min 32 s             |                               |
| 9.º                           | Matis Louvel                  | Arkéa-Samsic                       | + 1 h 26 min 09 s             |                               |
| 10.º                          | Tobias Bayer                  | Alpecin-Fenix                      | + 1 h 02 min 59 s             |                               |

### Clasificación por equipos
| Clasificación por equipos | Clasificación por equipos | Clasificación por equipos | Clasificación por equipos |
| Equipo                    | Equipo                    | Tiempo                    |                           |
| ------------------------- | ------------------------- | ------------------------- | ------------------------- |
| 1.º                       | UAE Team Emirates         | 88 h 19 min 56 s          |                           |
| 2.º                       | Ineos Grenadiers          | + 7 min 32 s              |                           |
| 3.º                       | Jumbo-Visma               | + 13 min 10 s             |                           |
| 4.º                       | Bahrain Victorious        | + 20 min 33 s             |                           |
| 5.º                       | Trek-Segafredo            | + 37 min 31 s             |                           |
| 6.º                       | TotalEnergies             | + 38 min 40 s             |                           |
| 7.º                       | Movistar Team             | + 44 min 16 s             |                           |
| 8.º                       | Arkéa-Samsic              | + 49 min 51 s             |                           |
| 9.º                       | Team DSM                  | + 50 min 24 s             |                           |
| 10.º                      | Groupama-FDJ              | + 53 min 50 s             |                           |

## Evolución de las clasificaciones
| Etapa                   |                         | Ganador _          | Clasificación general | Puntos             | Montaña          | Jóvenes          | Combatividad      | Equipo            |
| ----------------------- | ----------------------- | ------------------ | --------------------- | ------------------ | ---------------- | ---------------- | ----------------- | ----------------- |
| 1.ª etapa               | etapa llana             | Christophe Laporte | Christophe Laporte    | Christophe Laporte | Matthew Holmes   | Biniam Girmay    | Matthew Holmes    | Jumbo-Visma       |
| 2.ª etapa               | etapa llana             | Fabio Jakobsen     | Christophe Laporte    | Christophe Laporte | Matthew Holmes   | Stan Dewulf      | Philippe Gilbert  | Jumbo-Visma       |
| 3.ª etapa               | etapa escarpada         | Mads Pedersen      | Christophe Laporte    | Wout van Aert      | Matthew Holmes   | Stan Dewulf      | Alexis Gougeard   | Jumbo-Visma       |
| 4.ª etapa               | contrarreloj individual | Wout van Aert      | Wout van Aert         | Wout van Aert      | Matthew Holmes   | Stefan Bissegger | no otorgado       | Jumbo-Visma       |
| 5.ª etapa               | etapa de montaña        | Brandon McNulty    | Primož Roglič         | Wout van Aert      | Valentin Madouas | Matteo Jorgenson | Brandon McNulty   | UAE Team Emirates |
| 6.ª etapa               | etapa escarpada         | Mathieu Burgaudeau | Primož Roglič         | Wout van Aert      | Valentin Madouas | Matteo Jorgenson | Victor Koretzky   | TotalEnergies     |
| 7.ª etapa               | etapa de montaña        | Primož Roglič      | Primož Roglič         | Wout van Aert      | Valentin Madouas | João Almeida     | Gregor Mühlberger | UAE Team Emirates |
| 8.ª etapa               | etapa de montaña        | Simon Yates        | Primož Roglič         | Wout van Aert      | Valentin Madouas | João Almeida     | Simon Yates       | UAE Team Emirates |
| Clasificaciones finales | Clasificaciones finales |                    | Primož Roglič         | Wout van Aert      | Valentin Madouas | João Almeida     | no otorgado       | UAE Team Emirates |

## Ciclistas participantes y posiciones finales
Convenciones:
- AB-N: Abandono en la etapa "N"
- FLT-N: Retiro por llegada fuera del límite de tiempo en la etapa "N"
- NTS-N: No tomó la salida para la etapa "N"
- DES-N: Descalificado o expulsado en la etapa "N"

## UCI World Ranking
La París-Niza otorgó puntos para el UCI World Ranking para corredores de los equipos en las categorías UCI WorldTeam, UCI ProTeam y Continental. Las siguientes tablas son el baremo de puntuación y los diez corredores que obtuvieron más puntos:
| Posición              | 1.º | 2.º | 3.º | 4.º | 5.º | 6.º | 7.º | 8.º | 9.º | 10.º | 11.º | 12.º | 13.º | 14.º | 15.º | 16.º-20.º | 21.º-30.º | 31.º-50.º | 51.º-55.º | 56.º-60.º |
| Clasificación general | 500 | 400 | 325 | 275 | 225 | 175 | 150 | 125 | 100 | 85   | 70   | 60   | 50   | 40   | 35   | 30        | 20        | 10        | 5         | 3         |
| Por etapa             | 60  | 25  | 10  |     |     |     |     |     |     |      |      |      |      |      |      |           |           |           |           |           |
| Líder                 | 10  |     |     |     |     |     |     |     |     |      |      |      |      |      |      |           |           |           |           |           |

| Clasificación |                        |                    |         |       |       |       |
| Posición      | Ciclista               | Equipo             | General | Etapa | Líder | Total |
| ------------- | ---------------------- | ------------------ | ------- | ----- | ----- | ----- |
| 1.º           | Primož Roglič          | Jumbo-Visma        | 500     | 120   | 30    | 650   |
| 2.º           | Simon Yates            | BikeExchange-Jayco | 400     | 70    | -     | 470   |
| 3.º           | Daniel Felipe Martínez | INEOS Grenadiers   | 325     | 25    | -     | 350   |
| 4.º           | Adam Yates             | INEOS Grenadiers   | 275     | -     | -     | 275   |
| 5.º           | Nairo Quintana         | Arkéa Samsic       | 225     | -     | -     | 225   |
| 6.º           | Jack Haig              | Bahrain Victorious | 175     | -     | -     | 175   |
| 7.º           | Wout van Aert          | Jumbo-Visma        | 10      | 140   | 10    | 160   |
| 8.º           | Ion Izagirre           | Cofidis            | 150     | -     | -     | 150   |
| 9.º           | João Almeida           | UAE Emirates       | 125     | -     | -     | 125   |
| 10.º          | Brandon McNulty        | UAE Emirates       | 60      | 60    | -     | 120   |